# (25582) 1999 XG221
1999 أكس جي 221 (ويعرف أيضًا باسم (25582) 1999 أكس جي 221 وفق تسمية الكوكب الصغير) (بالإنجليزية: 1999 XG221)‏ هو كويكب ضمن حزام الكويكبات؛ وترتيبه 25582 من حيث الاكتشاف.
اكتُشف هذا الجُرم الفلكي بواسطة بحث لنكولن عن الكويكبات القريبة من الأرض في 14 ديسمبر 1999.

## وصلات خارجية
- (25582) 1999 XG221 في قاعدة بيانات مختبر الدفع النفاث لأجرام النظام الشمسي الصغيرة

- الاكتشاف · مخطط المدار ·  العناصر المدارية · المعلمات المادية

- (25582) 1999 XG221 على موقع ويكي سكاي: DSS2, SDSS, GALEX, IRAS, Hydrogen α, X-Ray, Astrophoto, Sky Map, Articles and images